# Heinz van den Hövel
Heinz van den Hövel (* 26. April 1937) ist ein ehemaliger deutscher Fußballspieler. In den Jahren 1957 bis 1962 absolvierte van den Hövel in der Oberliga West bzw. Süd 116 Spiele für den VfL Bochum (93) und den FSV Frankfurt (23), sowie in der Saison 1967/68 31 Spiele in der Regionalliga Süd für den SV Wiesbaden.

## Laufbahn
Am 6. Oktober 1957 debütierte Heinz van den Hövel für den VfL Bochum im Heimspiel gegen Fortuna Düsseldorf in der Oberliga West. Trainer Herbert Widmayer hatte van den Hövel als Mittelläufer neben den Außenläufern Heinz Lowin und Lothar Geisler eingesetzt. Durch ein frühes Tor von Karl Gramminger in der 20. Minute mussten sich die Bochumer am Ende den Düsseldorfer mit 0:1 geschlagen geben.
In der Runde 1960/61 verlor der VfL am letzten Spieltag sein Heimspiel mit 1:4 gegen Hamborn 07 und stieg gemeinsam mit Rot-Weiss Essen aus der Oberliga West ab. Unter Trainer Fritz Silken hatte van den Hövel in 22 Spielen mitgewirkt, unter anderem im letzten Bochumer Oberligaspiel gegen Hamborn.
Im Sommer 1961 wechselte Heinz van den Hövel in die Oberliga Süd zum FSV Frankfurt.